# Nousty
Nousty é uma comuna francesa na região administrativa da Nova Aquitânia, no departamento dos Pirenéus Atlânticos. Estende-se por uma área de 9,74 km². Em 2010 a comuna tinha 1 633 habitantes (densidade: 167,7 hab./km²).